# Monochamus guerryi
Monochamus guerryi là một loài bọ cánh cứng trong họ Cerambycidae.